# Arbetet Väst
Arbetet Väst var den västsvenska editionen av Arbetet 1966–2000, och hade flera namn under sin livstid.

## Historia
Den 15 juni 1966 ersattes Ny Tid av Arbetet i Västsverige, så att dess abonnenter fick Arbetet från detta datum. Ny Tids redaktion övergick detta datum till att skriva ett antal sidor i Arbetets västsvenska edition. Den hade samma adress, och samma redaktionslokaler i alla år. Detta var en försöksverksamhet, som blev permanent med tiden. Liksom Ny Tid utkom tidningen som sexdagarstidning, måndag till lördag. Tryckningen gjordes fram till 1970 på Göteborgs Handels- och Sjöfartstidning. Därefter i Malmö och tidningarna fraktades till Göteborg med bil. Redaktionssekreterare var Bo Näslund.
Efterhand delades tidningen upp så att del 2 blev lokaldelen för Västsverige.
1983 organiserades tidningen om så att lokaldelen, nu kallad Arbetet Väst, fortfarande trycktes i helformat och utgjorde tidningens utsida, medan riksdelen började tryckas i tabloidformat och lades inuti lokaldelen. Motsvarande gjordes för andra lokala editioner.
1988 nåddes editionens rekordupplaga, 30 000 exemplar. Vid någon tidpunkt började benämningen Västsverige användas.
1 oktober 1991 bytte den namn till Arbetet Nyheterna. Den bestod alltjämt av två delar, men båda var nu i tabloidformat. Den yttre lokaldelen benämndes Arbetet Lokal-Nyheterna, och den inre riksdelen Arbetet Riks-Nyheterna. Samtidigt trycktes hela tidningen i Göteborg, och därmed kunde redaktionen avslutas senare på kvällen, och man kunde få mer aktuella nyheter. 1995 tog även modertidningen detta namn.
Senare togs uppdelningen mellan Lokal och Riks bort, så båda delarna hette Arbetet Nyheterna.
1996 startades även söndagsutgivning, så tidningen kom ut varje dag.
3 november 1999 bytte tidningen namn igen, nu till Arbetet Ny Tid. Det rörde sig inte om någon fusion med Ny Tid, utan tidningarna hade (och har alltjämt) varsitt utgivningsbevis. Namnbytet skedde samtidigt med att modertidningen bytte tillbaka från Arbetet Nyheterna till Arbetet.
Då Arbetet gick i konkurs fick även Arbetet Ny Tid läggas ned. Den utkom med sitt sista nummer den 30 september 2000. Den siste redaktionschefen och tillförordnade ansvarige utgivaren var Johnny Stamming.
Utgivningsbeviset innehas numera av Ros-Press, som tillhör Socialdemokraterna.
Arbetet Ny Tid AB, organisationsnummer 556444-5046, VD Johnny Stamming, heter numera Stamming&Co Konsult AB.
Tidigare medarbetare från Arbetet Ny Tid gav ut internettidningen www.nu-nytid.nu. Den verkar ha upphört under 2005 efter journalisten Kjell Sehlins bortgång detta år. Webbplatsen är stängd utan någon hänvisning.